# District de Châteaurenault
Le district de Châteaurenault est une ancienne division territoriale française du département d'Indre-et-Loire de 1790 à 1795.
Il était composé des cantons de Châteaurenault, Monnais et Neuvy.